# Genie (wolfskind)
Genie (Arcadia, Californië, 18 april 1957) is het pseudoniem van een modern wolfskind, dat op 4 november 1970 in Los Angeles werd ontdekt. Zij was geen wolfskind dat in de natuur leefde en door dieren werd opgevoed, maar een kind dat in volstrekte isolatie opgroeide als gevolg van een bizarre vorm van kindermishandeling. Kort na haar ontdekking werden er bij haar verschillende onderzoeken naar taalontwikkeling gedaan.

## Levensloop
Genie werd in april 1957 geboren. Ze was het vierde (en het tweede levende) kind van labiele ouders. Haar moeder was gedeeltelijk blind en haar vader (die 20 jaar ouder was dan haar moeder) leed aan een depressie als gevolg van een auto-ongeluk waarbij zijn moeder was overleden.
Toen Genie 20 maanden oud was en begon te praten, vertelde een arts de ouders dat het meisje zich een beetje langzaam ontwikkelde, en misschien licht geretardeerd was. De vader meende sindsdien dat zij zwaar achterlijk was, en om haar te beschermen zonderde hij haar af van de buitenwereld door haar op te sluiten in een kamer. Ze werd regelmatig mishandeld. Genie werd vastgebonden op een po-stoel, waar ze 's nachts werd afgehaald om op een bed vastgebonden te worden (tenzij de vader dat vergat, en zij de nacht doorbracht op haar po-stoel). Zij leerde niet lopen, noch vast voedsel kauwen en doorslikken. Haar blikveld reikte niet verder dan tot ongeveer 4 cm. Toen zij 13 jaar was, woog ze 30 kg en was ze 1,37 m lang. Haar mogelijkheden tot verbale communicatie waren nihil, en zij kon ook op andere manieren niet communiceren. Zij had nooit enige menselijke interactie gekend, en kon die daardoor ook zelf niet vertonen.
Toen Genie 13 jaar en 7 maanden oud was, besloot haar blinde moeder om haar echtgenoot te verlaten. Zij ging naar een instantie voor maatschappelijk werk om ondersteuning voor blinden te krijgen, en zij nam haar dochter mee. De maatschappelijk werker die haar zag meende dat zij 6 of 7 jaar oud was en autistisch. Toen de moeder de werkelijkheid vertelde, werden de ouders gearresteerd wegens ernstige kindermishandeling, en Genie werd ondergebracht in een kinderziekenhuis. Op de dag dat de ouders terecht moesten staan schoot de vader zichzelf door het hoofd. De moeder werd vrijgesproken, toen bleek dat zij zelf ook slachtoffer was van huiselijk geweld.
Na een korte periode van revalidatie kwam Genie in een gastgezin terecht. Zij ging naar speciale scholen. Ze leerde om vriendschappelijke relaties aan te gaan met mensen in haar omgeving, en uiteindelijk leerde zij praten en zelfs zingen. Haar taalontwikkeling bereikte echter al snel een plafond. Taalkundigen en wetenschappers volgden haar ontwikkeling omdat zij daardoor hoopten te ontdekken of taalbeheersing zich nog kon ontwikkelen in de tienerjaren. Maar de arts die Genie zag toen zij 20 maanden oud was, had niet helemaal ongelijk gehad: zij had een lichte hersenafwijking en de resultaten van de onderzoeken zijn daardoor altijd discutabel gebleven.
De moeder van Genie werd intussen geopereerd aan haar ogen en kreeg een groot deel van haar gezichtsvermogen terug. Toen Genie 18 jaar oud was, keerde zij voor korte tijd naar haar moeder terug, maar toen bleek dat de zorg voor haar dochter de moeder te zwaar viel, werd Genie wederom in gastgezinnen geplaatst. Tegenwoordig woont zij in een verpleeghuis voor volwassenen in het zuiden van Californië. Haar oudere broer overleed in 2011. Haar moeder overleed in 2003.

## Populaire cultuur
In 2001 werd het leven van Genie door Harry Bromley Davenport verfilmd onder de titel Mockingbird don't sing.